# Championnats d'Océanie de cyclisme sur route 2011
Navigation
Championnats d'Océanie 2009 Championnats d'Océanie 2012
Les Championnats d'Océanie de cyclisme sur route 2011 ont lieu du 17 au 20 mars 2011 à Shepparton, dans l'État de Victoria en Australie.

## Podiums masculins
| Compétitions             | Or               | Argent           | Bronze           |
| Élites                   |                  |                  |                  |
| Course en ligne          | Ryan Obst        | Sam Rutherford   | Steele Von Hoff  |
| Contre-la-montre         | William Dickeson | David Pell       | Nick Bensley     |
| Hommes - Moins de 23 ans |                  |                  |                  |
| Course en ligne          | Richard Lang     | Nathan Haas      | Stuart Smith     |
| Contre-la-montre         | Damien Howson    | Nick Aitken      | Aaron Donnelly   |
| Hommes - Moins de 19 ans |                  |                  |                  |
| Course en ligne          | Calvin Watson    | Bradley Linfield | David Edwards    |
| Contre-la-montre         | Nick Schultz     | David Edwards    | Alexander Morgan |

## Podiums féminins
| Compétitions          | Or            | Argent           | Bronze            |
| Élites                |               |                  |                   |
| Course en ligne       | Shara Gillow  | Bridie O'Donnell | Chloe McConville  |
| Contre-la-montre      | Shara Gillow  | Bridie O'Donnell | Alexis Rhodes     |
| Femmes - Moins 19 ans |               |                  |                   |
| Course en ligne       | Jessica Mundy | Emily Roper      | Sophie Williamson |
| Contre-la-montre      | Jessica Allen | Allison Rice     | Georgia Williams  |